# Джульєтта Вашакмадзе
Джульєтта Вашакмадзе (14 серпня 1933, Тбілісі, Грузинська РСР, СРСР — 27 грудня 2020) — грузинська акторка і телеведуча. Заслужена артистка Грузинської РСР (1967). 
Мати грузинського журналіста Георгія Габунії, який у липні 2019 р. здійснив нецензурний демарш у прямому ефірі проти керівництва Росії.

## Біографія
Навчалася на архітектурному факультеті Політехнічного інституту Грузії. У 1958 році, коли пройшов останній курс, продовжила навчання в Інституті грузинського театру за порадою Серго Закаріадзе і закінчила у 1960 році факультет акторської майстерності.
З 30 грудня 1956 року Вашакмадзе починає працювати диктором, а з 1968 року — оператором. У різні часи робила новини, театральні, культурні, соціальні та інші телевізійні програми.
Одружена з Шалві Габунією, у подружжя є дочка і син — Георгій, який також є відомим телевізійним продюсером і ведучим.
30 грудня 2013 року громадський телеканал Грузії відкрив почесну зірки телеведучої Джульєтти Вашакмадзе, Лії Мікадзе та Шуріко Мачаваріані в парку Мтацмінда. Крім телебачення, Джульєтта Вашакмадзе також знімалась у фільмах.

## Фільмографія
- 1959: «Квітка на снігу» (Цицино) реж. Шота Манадзе
- 1960: «Папа Гігіа» (Тіна) реж. Закарія Гудавадзе
- 1962: «Ляльки сміються» (Додо)
- 1963: «Сонцезахисне скло» (Lia, Technician Woman) реж. Мераб Ялілашвілі
- 1968: «Незвичайна виставка» (Тіна) реж. Ельдар Шенгелая